# Ved målet (statue)
Ved målet (fransk: Au but) er en statue af bronze fra 1895 af tre nøgne løbere under den sidste spurt mod målet. Den er skabt af den franske skulptør Alfred Boucher (1850–1934).
Statuen som er 198 cm høj er støbt hos bronzestøber Siot-Decauville i Paris. Den ejes af Ny Carlsberg Glyptotek, men er deponeret i Københavns Kommune og opstillet over Østerbrogade-portalen på Østerbro Stadion i København.
Et forarbejde i bronze til statuen i København, var opstillet i Jardin du Luxembourg i Paris, men omsmeltet under anden verdenskrig.